# Llista d'asteroides/142901-143000
| Nom      | Designació provisional | Data de descobriment   | Lloc de descobriment | Descobridor/s |
| -------- | ---------------------- | ---------------------- | -------------------- | ------------- |
| 142901 - | 2002 VG49              | 5 de novembre de 2002  | Anderson Mesa        | LONEOS        |
| 142902 - | 2002 VK49              | 5 de novembre de 2002  | Anderson Mesa        | LONEOS        |
| 142903 - | 2002 VY49              | 5 de novembre de 2002  | Anderson Mesa        | LONEOS        |
| 142904 - | 2002 VD50              | 5 de novembre de 2002  | Anderson Mesa        | LONEOS        |
| 142905 - | 2002 VJ50              | 5 de novembre de 2002  | Anderson Mesa        | LONEOS        |
| 142906 - | 2002 VE51              | 6 de novembre de 2002  | Anderson Mesa        | LONEOS        |
| 142907 - | 2002 VA52              | 6 de novembre de 2002  | Anderson Mesa        | LONEOS        |
| 142908 - | 2002 VC52              | 6 de novembre de 2002  | Anderson Mesa        | LONEOS        |
| 142909 - | 2002 VL52              | 6 de novembre de 2002  | Anderson Mesa        | LONEOS        |
| 142910 - | 2002 VC53              | 6 de novembre de 2002  | Socorro              | LINEAR        |
| 142911 - | 2002 VJ53              | 6 de novembre de 2002  | Socorro              | LINEAR        |
| 142912 - | 2002 VL54              | 6 de novembre de 2002  | Anderson Mesa        | LONEOS        |
| 142913 - | 2002 VN55              | 6 de novembre de 2002  | Socorro              | LINEAR        |
| 142914 - | 2002 VW55              | 6 de novembre de 2002  | Socorro              | LINEAR        |
| 142915 - | 2002 VD56              | 6 de novembre de 2002  | Anderson Mesa        | LONEOS        |
| 142916 - | 2002 VH56              | 6 de novembre de 2002  | Anderson Mesa        | LONEOS        |
| 142917 - | 2002 VP56              | 6 de novembre de 2002  | Anderson Mesa        | LONEOS        |
| 142918 - | 2002 VT56              | 6 de novembre de 2002  | Socorro              | LINEAR        |
| 142919 - | 2002 VA57              | 6 de novembre de 2002  | Kitt Peak            | Spacewatch    |
| 142920 - | 2002 VG57              | 6 de novembre de 2002  | Haleakala            | NEAT          |
| 142921 - | 2002 VQ57              | 6 de novembre de 2002  | Haleakala            | NEAT          |
| 142922 - | 2002 VC58              | 6 de novembre de 2002  | Haleakala            | NEAT          |
| 142923 - | 2002 VF58              | 6 de novembre de 2002  | Haleakala            | NEAT          |
| 142924 - | 2002 VR58              | 6 de novembre de 2002  | Haleakala            | NEAT          |
| 142925 - | 2002 VU58              | 6 de novembre de 2002  | Haleakala            | NEAT          |
| 142926 - | 2002 VD60              | 3 de novembre de 2002  | Haleakala            | NEAT          |
| 142927 - | 2002 VF60              | 3 de novembre de 2002  | Haleakala            | NEAT          |
| 142928 - | 2002 VK60              | 3 de novembre de 2002  | Haleakala            | NEAT          |
| 142929 - | 2002 VS61              | 5 de novembre de 2002  | Socorro              | LINEAR        |
| 142930 - | 2002 VR63              | 6 de novembre de 2002  | Anderson Mesa        | LONEOS        |
| 142931 - | 2002 VT63              | 6 de novembre de 2002  | Anderson Mesa        | LONEOS        |
| 142932 - | 2002 VH64              | 6 de novembre de 2002  | Socorro              | LINEAR        |
| 142933 - | 2002 VR65              | 7 de novembre de 2002  | Socorro              | LINEAR        |
| 142934 - | 2002 VX65              | 7 de novembre de 2002  | Socorro              | LINEAR        |
| 142935 - | 2002 VX66              | 6 de novembre de 2002  | Socorro              | LINEAR        |
| 142936 - | 2002 VZ66              | 6 de novembre de 2002  | Socorro              | LINEAR        |
| 142937 - | 2002 VC68              | 7 de novembre de 2002  | Kitt Peak            | Spacewatch    |
| 142938 - | 2002 VN68              | 7 de novembre de 2002  | Socorro              | LINEAR        |
| 142939 - | 2002 VP68              | 7 de novembre de 2002  | Socorro              | LINEAR        |
| 142940 - | 2002 VX68              | 7 de novembre de 2002  | Anderson Mesa        | LONEOS        |
| 142941 - | 2002 VC69              | 8 de novembre de 2002  | Socorro              | LINEAR        |
| 142942 - | 2002 VG69              | 8 de novembre de 2002  | Socorro              | LINEAR        |
| 142943 - | 2002 VK69              | 8 de novembre de 2002  | Socorro              | LINEAR        |
| 142944 - | 2002 VT69              | 7 de novembre de 2002  | Socorro              | LINEAR        |
| 142945 - | 2002 VB70              | 7 de novembre de 2002  | Socorro              | LINEAR        |
| 142946 - | 2002 VD70              | 7 de novembre de 2002  | Socorro              | LINEAR        |
| 142947 - | 2002 VK72              | 7 de novembre de 2002  | Socorro              | LINEAR        |
| 142948 - | 2002 VQ72              | 7 de novembre de 2002  | Socorro              | LINEAR        |
| 142949 - | 2002 VB73              | 7 de novembre de 2002  | Socorro              | LINEAR        |
| 142950 - | 2002 VS73              | 7 de novembre de 2002  | Socorro              | LINEAR        |
| 142951 - | 2002 VU73              | 7 de novembre de 2002  | Socorro              | LINEAR        |
| 142952 - | 2002 VF75              | 7 de novembre de 2002  | Socorro              | LINEAR        |
| 142953 - | 2002 VQ75              | 7 de novembre de 2002  | Socorro              | LINEAR        |
| 142954 - | 2002 VD77              | 7 de novembre de 2002  | Socorro              | LINEAR        |
| 142955 - | 2002 VQ77              | 7 de novembre de 2002  | Socorro              | LINEAR        |
| 142956 - | 2002 VT77              | 7 de novembre de 2002  | Socorro              | LINEAR        |
| 142957 - | 2002 VX77              | 7 de novembre de 2002  | Socorro              | LINEAR        |
| 142958 - | 2002 VA78              | 7 de novembre de 2002  | Socorro              | LINEAR        |
| 142959 - | 2002 VP78              | 7 de novembre de 2002  | Socorro              | LINEAR        |
| 142960 - | 2002 VJ79              | 7 de novembre de 2002  | Socorro              | LINEAR        |
| 142961 - | 2002 VQ79              | 7 de novembre de 2002  | Socorro              | LINEAR        |
| 142962 - | 2002 VY79              | 7 de novembre de 2002  | Socorro              | LINEAR        |
| 142963 - | 2002 VH80              | 7 de novembre de 2002  | Socorro              | LINEAR        |
| 142964 - | 2002 VO80              | 7 de novembre de 2002  | Socorro              | LINEAR        |
| 142965 - | 2002 VA81              | 7 de novembre de 2002  | Socorro              | LINEAR        |
| 142966 - | 2002 VE81              | 7 de novembre de 2002  | Socorro              | LINEAR        |
| 142967 - | 2002 VT81              | 7 de novembre de 2002  | Socorro              | LINEAR        |
| 142968 - | 2002 VX81              | 7 de novembre de 2002  | Socorro              | LINEAR        |
| 142969 - | 2002 VF82              | 7 de novembre de 2002  | Socorro              | LINEAR        |
| 142970 - | 2002 VG82              | 7 de novembre de 2002  | Socorro              | LINEAR        |
| 142971 - | 2002 VQ82              | 7 de novembre de 2002  | Socorro              | LINEAR        |
| 142972 - | 2002 VY82              | 7 de novembre de 2002  | Socorro              | LINEAR        |
| 142973 - | 2002 VK83              | 7 de novembre de 2002  | Socorro              | LINEAR        |
| 142974 - | 2002 VO83              | 7 de novembre de 2002  | Socorro              | LINEAR        |
| 142975 - | 2002 VM84              | 7 de novembre de 2002  | Socorro              | LINEAR        |
| 142976 - | 2002 VN84              | 7 de novembre de 2002  | Socorro              | LINEAR        |
| 142977 - | 2002 VT84              | 7 de novembre de 2002  | Socorro              | LINEAR        |
| 142978 - | 2002 VU84              | 7 de novembre de 2002  | Socorro              | LINEAR        |
| 142979 - | 2002 VX84              | 7 de novembre de 2002  | Socorro              | LINEAR        |
| 142980 - | 2002 VZ84              | 8 de novembre de 2002  | Socorro              | LINEAR        |
| 142981 - | 2002 VK85              | 8 de novembre de 2002  | Socorro              | LINEAR        |
| 142982 - | 2002 VD87              | 8 de novembre de 2002  | Socorro              | LINEAR        |
| 142983 - | 2002 VO87              | 8 de novembre de 2002  | Socorro              | LINEAR        |
| 142984 - | 2002 VA88              | 8 de novembre de 2002  | Socorro              | LINEAR        |
| 142985 - | 2002 VF88              | 10 de novembre de 2002 | Socorro              | LINEAR        |
| 142986 - | 2002 VP89              | 11 de novembre de 2002 | Socorro              | LINEAR        |
| 142987 - | 2002 VZ89              | 11 de novembre de 2002 | Socorro              | LINEAR        |
| 142988 - | 2002 VD90              | 11 de novembre de 2002 | Socorro              | LINEAR        |
| 142989 - | 2002 VK90              | 11 de novembre de 2002 | Anderson Mesa        | LONEOS        |
| 142990 - | 2002 VZ92              | 11 de novembre de 2002 | Socorro              | LINEAR        |
| 142991 - | 2002 VG93              | 11 de novembre de 2002 | Socorro              | LINEAR        |
| 142992 - | 2002 VZ93              | 12 de novembre de 2002 | Socorro              | LINEAR        |
| 142993 - | 2002 VA94              | 12 de novembre de 2002 | Socorro              | LINEAR        |
| 142994 - | 2002 VB94              | 12 de novembre de 2002 | Socorro              | LINEAR        |
| 142995 - | 2002 VL94              | 12 de novembre de 2002 | Socorro              | LINEAR        |
| 142996 - | 2002 VZ95              | 11 de novembre de 2002 | Anderson Mesa        | LONEOS        |
| 142997 - | 2002 VR96              | 11 de novembre de 2002 | Socorro              | LINEAR        |
| 142998 - | 2002 VP97              | 12 de novembre de 2002 | Socorro              | LINEAR        |
| 142999 - | 2002 VZ98              | 13 de novembre de 2002 | Socorro              | LINEAR        |
| 143000 - | 2002 VL101             | 11 de novembre de 2002 | Socorro              | LINEAR        |